# Liste des planètes mineures non numérotées découvertes en juillet 2006
Pour un article plus général, voir Liste des planètes mineures non numérotées découvertes en 2006.
Pour un article plus général, voir Liste des planètes mineures.
Cet article dresse la liste des planètes mineures (astéroïdes, centaures, objets transneptuniens et assimilés) non numérotées découvertes en juillet 2006 dans l'ordre de leur découverte.
Au 15 janvier 2025, 661 077 des 1 434 993 planètes mineures répertoriées par le Centre des planètes mineures ne sont pas encore numérotées, soit 46,07 %.

## Rappel concernant la désignation provisoire
La désignation provisoire indique l'ordre de découverte de ces objets. En effet, cette désignation est composée de l'année de découverte (par exemple 2006) suivie de la quinzaine (demi-mois) de découverte (p.e. A = 1-15 janvier) puis de l'ordre de découverte dans cette quinzaine. Cet ordre est indiqué par une lettre et éventuellement un chiffre comme suit : A pour la première découverte, B pour la deuxième, ..., Z pour la 25e (le I n'est pas utilisé pour éviter la confusion avec 1), A1 pour la 26e, B1 pour la 27e, etc. , Z1 pour la 50e, A2 pour la 51e, B2 pour la 52e, etc. L'ordre de la numérotation ne suit donc pas l'ordre alphanumérique. 2006 AA1 suit ainsi 2006 AZ et précède 2006 AB1.

## Liste

### Du1erau 15 juillet 2006
- 2006 NK

### Du 16 au 31 juillet 2006
- 2006 OA1
- 2006 OB1
- 2006 OJ1
- 2006 OM1
- 2006 ON1
- 2006 OD2
- 2006 OK3
- 2006 OR3
- 2006 OS3
- 2006 OX4
- 2006 OY4
- 2006 OZ4
- 2006 OD5
- 2006 OF5
- 2006 OV5
- 2006 OB7
- 2006 OC7
- 2006 OE7
- 2006 OS9
- 2006 OT9
- 2006 OE10
- 2006 OV10
- 2006 OG15
- 2006 OV16
- 2006 OA18
- 2006 OL18
- 2006 OY18
- 2006 OB21
- 2006 OM21
- 2006 OC22
- 2006 OE22
- 2006 OG22
- 2006 OL22
- 2006 OM22
- 2006 OQ22
- 2006 OW22
- 2006 OZ22
- 2006 OA23
- 2006 OC23
- 2006 OD23
- 2006 OG23
- 2006 OO23
- 2006 OP23
- 2006 OX23
- 2006 OB24
- 2006 OE24
- 2006 OO24
- 2006 OR24
- 2006 OS24
- 2006 OC25
- 2006 OJ25
- 2006 OM25
- 2006 OR25
- 2006 OT25
- 2006 OW25
- 2006 OY25
- 2006 OZ25
- 2006 OQ26
- 2006 OR26
- 2006 OV26
- 2006 OY26
- 2006 OC27
- 2006 OD27
- 2006 OE27
- 2006 OJ27
- 2006 OM27
- 2006 OO27
- 2006 OP27
- 2006 OT27
- 2006 OC28
- 2006 OE28
- 2006 OF28
- 2006 OL28
- 2006 OR28
- 2006 OS28
- 2006 OV28
- 2006 OC29
- 2006 OD29
- 2006 OG29
- 2006 OL29
- 2006 OP29
- 2006 OQ29
- 2006 OT29
- 2006 OU29
- 2006 OY29
- 2006 OZ29
- 2006 OC30
- 2006 OE30
- 2006 OM30
- 2006 OW30
- 2006 OY30
- 2006 OB31
- 2006 OD31
- 2006 OM31
- 2006 ON31
- 2006 OO31
- 2006 OR31
- 2006 OS31
- 2006 OT31
- 2006 OB32
- 2006 OC32
- 2006 OD32
- 2006 OW32
- 2006 OE33
- 2006 OH33
- 2006 OQ33
- 2006 OW33
- 2006 OA34
- 2006 OD34
- 2006 OP34
- 2006 OS34
- 2006 OW34
- 2006 OA35
- 2006 OB35
- 2006 OK35
- 2006 OM35
- 2006 OW35
- 2006 OE36
- 2006 ON36
- 2006 OQ36
- 2006 OS36
- 2006 OV36
- 2006 OX36
- 2006 OY36
- 2006 OZ36
- 2006 OA37
- 2006 OB37
- 2006 OJ37
- 2006 OK37
- 2006 OM37
- 2006 OU37
- 2006 OW37
- 2006 OT38
- 2006 OW38
- 2006 OY38
- 2006 OC39
- 2006 OK39
- 2006 OM39
- 2006 ON39
- 2006 OW39
- 2006 OB40
- 2006 OC40
- 2006 OE40
- 2006 OH40
- 2006 OL40
- 2006 ON40
- 2006 OO40
- 2006 OP40
- 2006 OQ40
- 2006 OT40
- 2006 OU40
- 2006 OV40
- 2006 OW40
- 2006 OX40
- 2006 OZ40
- 2006 OA41
- 2006 OD41
- 2006 OE41
- 2006 OF41
- 2006 OG41
- 2006 OH41